# Фицгиббонс, Салли
Са́лли Фицги́ббонс (англ. Sally Fitzgibbons; род. 19 декабря 1990 года; Джерроа, Австралия) — австралийская сёрфингистка. Чемпионка мира. Участница Олимпийских игр в Токио.

## Биография
Салли Фицгиббонс родилась 19 декабря 1990 года в австралийском Джерроа. Занималась лёгкой атлетикой, специализировалась в беге на средние дистанции. В 2006 году побеждала на школьном чемпионате Австралии в беге на 800 и 1500 метров. Годом позже на этих же дистанциях стала первой на Австралийском юношеском олимпийском фестивале. Параллельно Салли занималась сёрфингом, в котором добилась наибольших результатов.

### Профессиональная карьера
В сёрфинге Фицгиббонс заявила о себе в 2004 году, когда выиграла юниорские соревнования Мировой серии. Двумя годами позже Салли стала чемпионкой мира среди юниоров.
В 2008 году австралийская спортсменка впервые выиграла Всемирные игры по сёрфингу, которые считаются аналогом чемпионата мира. В профессиональном туре дебютировала в 2009 году. В свой первый сезон Салли заняла 5-е место в общем зачёте. В последующие годы она три раза становилась вице-чемпионкой Мировой серии.
В 2021 году Фицгиббонс представляла Австралию на Олимпийских играх в Токио. На турнире в Японии она показала 5-й результат.
В 2024 году Салли завоевала путёвку на Игры в Париже, победив на Всемирных играх по сёрфингу в Пуэрто-Рико.

## Выступления

### Чемпионаты мира
| Сезон | Город             | Дисциплина | Место |
| ----- | ----------------- | ---------- | ----- |
| 2008  | Кошта-да-Капарика | Личные     | 1     |
| 2018  | Тахара            | Личные     | 1     |
| 2021  | Ла-Либертад       | Личные     | 1     |
| 2022  | Хантингтон-Бич    | Команды    | 2     |
| 2024  | Аресибо           | Команды    | 3     |
| 2024  | Аресибо           | Личные     | 1     |

### Этапы мирового тура
| Сезон | Город          | Место |
| ----- | -------------- | ----- |
| 2011  | Беллс-Бич      | 1     |
| 2011  | Таранаки       | 1     |
| 2011  | Хантингтон-Бич | 1     |
| 2012  | Беллс-Бич      | 1     |
| 2012  | Рио-де-Жанейро | 1     |
| 2013  | Сор-Осгор      | 1     |
| 2014  | Рио-де-Жанейро | 1     |
| 2014  | Таваруа        | 1     |
| 2015  | Таваруа        | 1     |
| 2017  | Маргарет Ривер | 1     |
| 2019  | Рио-де-Жанейро | 1     |
| 2021  | Роттнест       | 1     |